# Аксуат (Жанакорганский район)
Аксуат (каз. Ақсуат, до 199? г. — Озгент) — село в Жанакорганском районе Кызылординской области Казахстана. Входит в состав Озгентского сельского округа. Находится примерно в 33 км к северо-западу от районного центра, села Жанакорган. Код КАТО — 434057300.

## Население
В 1999 году население села составляло 551 человек (278 мужчин и 273 женщины). По данным переписи 2009 года, в селе проживало 565 человек (286 мужчин и 279 женщин).